# Vlag van Warnsveld

Vlag van de gemeente Warnsveld

Officieuze vlag uit 1958, volgens Sierksma

De vlag van Warnsveld was van 17 februari 1964 tot 1 januari 2005 de gemeentelijke vlag van de voormalige Gelderse gemeente Warnsveld. De vlag werd als volgt beschreven:
Een rechthoekige vlag, met een verhouding van de lengte van de vlag tot de hoogte als 3 : 2, bestaande uit twee horizontale banen, boven wit, beneden groen, met daar overheen een staand rad van geel met acht spaken met een doorsnede van van derde gedeelte van de lengte van de vlag, waarvan de liggende middellijn samenvalt met de lijn, welke in de lengte in het midden door de vlag kan worden getrokken, terwijl de staande middellijn van het rad samenvalt met de lijn, welke kan worden getrokken in het midden van de breedte van de vlag
Het rad op de vlag en de kleuren van de elementen waren afkomstig van het gemeentewapen.
De Hoge Raad van Adel vond het wapen technisch te ingewikkeld om op de vlag te plaatsen, en wilde de slangen uit het wapen niet opnemen omdat de vlag dan te veel op een doktersvlag zou lijken. Een gemeenteraadslid maakte bezwaar tegen het rad omdat hij de vrees had dat deze zo te veel op een embleem van een motorclub zou lijken, maar dit bezwaar werd door de burgemeester weggewuifd.
Op 1 januari 2005 werd de gemeente Warnsveld opgeheven en ging het bestuur over naar de gemeente Zutphen. De vlag kwam hiermee als gemeentevlag te vervallen.

## Eerdere vlag
De gemeente was zich er van bewust dat er een eerdere defileervlag van de gemeente uit 1938 bestond, en dat dat geen gemeentevlag was. In 1958 verzocht Sierksma de gemeente voor het schrijven van zijn boek Gemeentevlaggen van Nederland om informatie over eventuele gemeentevlaggen die Warnsveld voerde of had gevoerd. In antwoord hierop werd een officieuze vlag vermeld die in het boek werd omschreven als Twee even hoge banen van groen en geel, met een verlengde (witte) broek waarop  het gemeentelijke wapenschild. In 1963, toen de gemeente een vlag wilde vaststellen, bleek alle informatie over deze vlag onvindbaar. De kleuren van de vlag waren afkomstig van het gemeentewapen, dus kon het niet gaan om de defileervlag. Men besloot hierop in overleg met de HRvA een nieuw ontwerp vast te stellen.

## Verwante afbeeldingen

Wapen van Warnsveld

Ammerzoden 
· Angerlo 
· Batenburg 
· Beesd 
· Bemmel 
· Bergh 
· Bergharen 
· Beusichem 
· Borculo 
· Brakel 
· Didam 
· Dinxperlo 
· Dodewaard 
· Dreumel 
· Echteld 
· Eibergen 
· Elst 
· Ewijk 
· Geldermalsen 
· Gendringen 
· Gendt 
· Gorssel 
· Groenlo 
· Groesbeek 
· Hedel 
· Heerewaarden 
· Hemmen 
· Hengelo 
· Herwen en Aerdt 
· Heteren 
· Heukelum 
· Hoevelaken 
· Horssen 
· Huissen 
· Hummelo en Keppel 
· Hurwenen 
· Kerkwijk 
· Kesteren 
· Laren 
· Lichtenvoorde 
· Lienden 
· Lingewaal 
· Maurik 
· Millingen aan de Rijn 
· Neede 
· Neerijnen 
· Overasselt 
· Rijnwaarden 
· Rossum 
· Ruurlo 
· Steenderen 
· Ubbergen 
· Valburg 
· Vorden 
· Wadenoijen 
· Wamel 
· Warnsveld 
· Wehl 
· Wisch 
· Zelhem 
· Zoelen